# Олимпийский центр имени братьев Знаменских
Олимпийский центр имени братьев Знаменских — спортивный комплекс в Москве, расположенный в районе Сокольники по адресу Стромынка, дом 4, строение 1. C 1996 года носит имя известных советских легкоатлетов 1930-х годов братьев Серафима и Георгия Знаменских. На территории комплекса базируется Спортивная школа олимпийского резерва «Юность Москвы» имени братьев Знаменских (первоначальное название школы — ЦЛАСШ имени братьев Знаменских), основанная в 1961 году.

## Состав комплекса
В состав спортивного комплекса входят крытый легкоатлетический манеж с четырьмя дорожками длиной 200 метров, а также легкоатлетический стадион с шестью беговыми дорожками по кругу длиной 400 метров.

## История
Первоначально был построен в начале XX века для Сокольнического клуба спорта, основанного в 1905 году и стал первым московским стадионом. На арене были: поле с травяным покрытием, имеющее ограждение, и скамейки. В 1908 году добавлен павильон, приобретенный на Морской выставке и служивший раздевалкой. Изначально поле стадиона имело площадь 1000 квадратных саженей (4552 квадратных метра), хотя по международным стандартам площадь должна была составлять 1450 квадратных саженей (6600 квадратных метров). С целью увеличения площади поля в 1909 году стадион был реконструирован. Руководил реконструкцией Роберт Фульда, при этом использовались иностранные планы, схемы, фотографии трибун. Впоследствии за большие размеры поле стадиона СКС получило народное название «лошадиное».
Стадион использовался не только для игры в футбол, его использовали хоккея, тенниса, легкой атлетики.

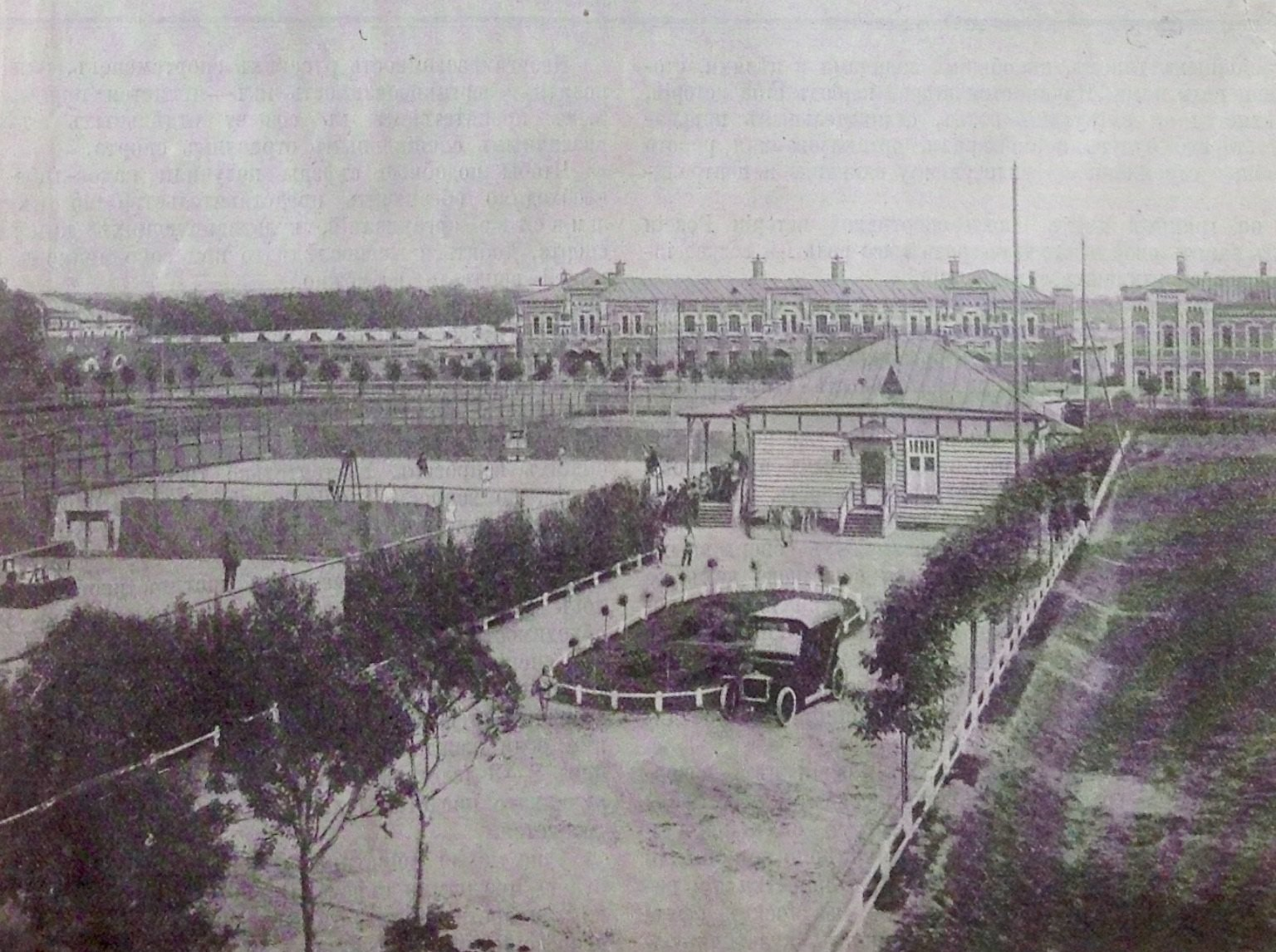
Стадион клуба в 1909 году

Помимо игр Московской футбольной лиги, проходивших на футбольном поле СКС, значимыми событиями в начале XX века для стадиона стали:
- Два матча 1910 года, между сборными Петербурга и Москвы. 12 сентября победили петербуржцы со счетом 2:0. 14 сентября уже Москва оказалась впереди со счетом 3:0.[5]
- В 1911 году сборная Москвы играла со сборной Берлина (матч закончился со счетом 2:4 в пользу гостей).[2]
- В июле 1912 года прошла игра сборной Москвы против сборной Венгрии, завершившаяся со счетом 0:9 в пользу гостей.[5]
- В 1913 году проведены две игры между сборной России и сборной Швеции, обе завершились со счетом 1:4, победили шведы.[2]
- 6 сентября 1915 года Московской футбольной лигой был проведён благотворительный матч между КСО и сборной Москвы. Результат 1:1.[5]

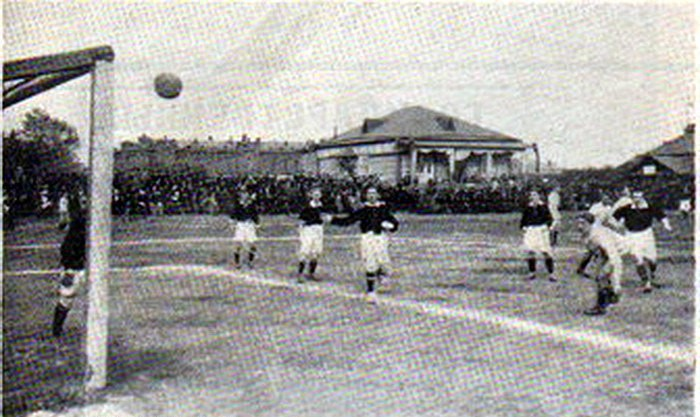
Матч на стадионе СКС в 1913 году

После реорганизации московских футбольных клубов в советское время до начала Великой Отечественной войны площадка называлась Стадионом коммунальников и медсантрудящихся «Красные Сокольники».
В 1970 году на территории стадиона был построен легкоатлетический манеж, также известный как Зимний стадион «Спартак», в котором неоднократно проводились чемпионаты СССР по лёгкой атлетике и чемпионаты России по лёгкой атлетике в закрытых помещениях.